# Loxura manilius
Loxura manilius är en fjärilsart som beskrevs av Hans Fruhstorfer 1912. Loxura manilius ingår i släktet Loxura och familjen juvelvingar. Inga underarter finns listade i Catalogue of Life.